# Трайн, Ральф Уолдо
Ральф Уолдо Трайн (26 октября 1866 — 8 ноября 1958) — философ, мистик, один из руководителей движения «Новое мышление», автор множества книг, посвященных трансформации жизни с помощью мысли. Он оказал большое влияние на Эрнеста Холмса, основателя движения Религиозной науки. Его перу принадлежат более 12 книг. «В гармонии с Бесконечностью» — название одной из них, впервые опубликованной в 1897 году. Трин был близким другом Генри Форда.

## Детство
Родился 9 сентября 1866 года в Маунт-Моррисе, штат Иллинойс, Трин родился в семье Сэмюэла г. Трина и Эллен Э. Ньюкомер. Посещал государственную школу, а после окончания средней школы в возрасте 16 лет стал работать фермером и лесорубом. Позже он некоторое время работал кассиром в банке, прежде чем поступить в колледж.

## Образование и карьера
В 1886 году Трин поступил в Висконсинский университет.
В 1891 году он поступил в Нокс-колледж в Иллинойсе и в 1891 году получил степень магистра искусств.
В 1906 году он поступил в Университет Джонса Хопкинса, изучал историю, социальные науки и политологию, одновременно с учёбой работал журналистом в Boston Daily Evening Transcript.
Трин получил большую денежную премию за эссе, которое он написал в конце XIX века о том, как образование снижает преступность. Он стал Изучать социальные проблемы, связанные с животными, а также стал директором американского гуманного общества и Массачусетского общества по предотвращению жестокого обращения с животными. Трин был вегетарианцем.
Трин был одновременно студентом и преподавателем риторики в колледже Эмерсона в 1892 году, где он оказал влияние на Э. В. Кеньона, который впоследствии стал отцом движения «слово веры», евангельской христианской философии. Затем он переехал в Маунт-Эйри, штат Нью-Йорк, где он построил хижину, когда ему было 30 лет в 1896 году. Расположенный рядом с сосновой рощей, отель представлял собой идеальную среду для его писательских талантов. Там же он познакомился со своей будущей женой Грейс Хайд. Прожив в этом районе много лет, воспитывая своего единственного ребёнка Роберта, они стали участвовать в метафизических семинарах, которые проводились на озере Оскавана. Позже они переехали в Калифорнию и продолжали писать. Ему нравилось выращивать фруктовые деревья впоследствии это увлечение стало его хобби, которое превратилось в любовный труд.

## Личная жизнь
Трайн женился на Грейс Стил Хайд в Мохавке, штат Нью-Йорк, в 1898 году.